# From Out of Nowhere (album, ELO)
From Out of Nowhere je štirinajsti studijski album britanske rock skupine Electric Light Orchestra (ELO) in drugi, ki je izšel pod imenom Jeff Lynne's ELO. Album je izšel pri založbah Big Trilby in Columbia Records. Naslovna skladba je kot vodilni single izšla 26. septembra 2019. Lynne je igral in posnel večino instrumentov na albumu.

## Ozadje
Lynne je dejal, da je najprej napisal naslovno skladbo in dejal, da jo je poimenoval »From Out of Nowhere« (kot strela z jasnega), ker je tako tudi sama skladba prišla. Skozi album se pojavljajo teme upanja in rešitve ter optimizma.

## Seznam skladb
Vse pesmi je napisal in uglasbil Jeff Lynne.
| Št.             | Naslov                | Dolžina |
| --------------- | --------------------- | ------- |
| 1.              | „From Out of Nowhere‟ | 3:14    |
| 2.              | „Help Yourself‟       | 3:14    |
| 3.              | „All My Love‟         | 3:06    |
| 4.              | „Down Came the Rain‟  | 3:29    |
| 5.              | „Losing You‟          | 3:36    |
| 6.              | „One More Time‟       | 3:28    |
| 7.              | „Sci-Fi Woman‟        | 3:07    |
| 8.              | „Goin' Out on Me‟     | 3:09    |
| 9.              | „Time of Our Life‟    | 3:10    |
| 10.             | „Songbird‟            | 3:06    |
| Skupna dolžina: | Skupna dolžina:       | 32:39   |

## Osebje
- Jeff Lynne – vokal, kitare, bas kitara, klavir, bobni, klaviature, čelo (5), vibrafon[6]
- Richard Tandy – klavirski solo (6)[7]
- Steve Jay – tonski mojster, tolkala

## Lestvice
| Lestvica (2019)                         | Najvišja uvrstitev |
| --------------------------------------- | ------------------ |
| Avstralija (ARIA)                       | 12                 |
| Avstrija (Ö3 Austria)                   | 10                 |
| Belgija (Flandrija) (Ultratop Flanders) | 42                 |
| Belgija (Valonija) (Ultratop Wallonia)  | 60                 |
| Danska (Hitlisten)                      | 37                 |
| Finska (Suomen virallinen lista)        | 31                 |
| Francija (SNEP)                         | 130                |
| Irska (IRMA)                            | 13                 |
| Japonska (Oricon)                       | 70                 |
| Kanada (Billboard)                      | 12                 |
| Nemčija (Offizielle Top 100)            | 14                 |
| Norveška (VG-lista)                     | 26                 |
| Poljska (ZPAV)                          | 16                 |
| Škotska (OCC)                           | 1                  |
| Španija (PROMUSICAE)                    | 8                  |
| Švedska (Sverigetopplistan)             | 13                 |
| Švica (Schweizer Hitparade)             | 14                 |
| Združeno kraljestvo (OCC)               | 1                  |
| ZDA (Billboard 200)                     | 47                 |
| ZDA (Billboard Top Rock Albums)         | 6                  |
| ZDA (Rolling Stone Top 200)             | 49                 |

| Lestvica (2019)           | Uvrstitev |
| ------------------------- | --------- |
| Združeno kraljestvo (OCC) | 92        |